# François-Alphonse Arnault
François-Alphonse Arnault (Montreuil-Bellay, 1819 – San Pietroburgo, 1860) è stato un attore teatrale e drammaturgo francese.

## Biografia
François-Alphonse Arnault nacque nel 1819 a Montreuil-Bellay.
Effettuò per qualche anno l'attività di commesso viaggiatore, prima di avvicinarsi al palcoscenico studiando recitazione al Conservatoire national supérieur d'art dramatique nel 1843.
Lavorò nel mondo del teatro nella duplice veste di attore e autore drammatico; recitò dapprima all'Odéon nel 1846, poi all'Ambigu e alla Gaîté.
Per molti anni recitò nei teatri del boulevard, dove risultò uno dei protagonisti anche come scrittore di opere che gli diedero fama, intrise del tipico gusto romantico contemporaneo, tra le quali la più famosa fu I cosacchi (Les cosaques), messa in scena nel 1856.
Nel 1857 si trasferì a San Pietroburgo.
Scrisse drammi storici e "pièces à grand spectacle" in collaborazione con Louis Judicis.
Sua moglie Gabrielle-Geneviève Planat, nata a Parigi nel 1823, figlia di uno scrittore di una certa popolarità e sposata nel 1847, nota in campo artistico già per i suoi esordi con la Comédie-Française, con lo pseudonimo di Madame Naptal, attrice di bell'aspetto, fine ed elegante, seguì il marito nei suoi viaggi e dopo la morte di lui rimase al Théâtre Français di San Pietroburgo fino al 1884, dopo di che rientrò a Parigi, abbandonò il palcoscenico e visse con una pensione.

## Opere
- Sulla grondaia (Sur la gouttière) (1852);
- La Pasqua veronese (Les paques veronaises) (1852);
- Costantinopoli (Constantinople) (1854);
- I cosacchi (Les Cosaques) (1856);
- Gli zuavi (Les zouaves) (1856);
- La vigilia di Marengo (La Veille de Marengo) (1859);
- Le avventure di Mandrin (Les aventures de Mandrin) (1890);
- Chatterton morente (Chatterton mourant) (?);